# Vispești
Vispești – wieś w Rumunii, w okręgu Buzău, w gminie Breaza. W 2011 roku liczyła 410 mieszkańców.